# Мария Кириленко
Мария Кириленко (на руски: Мария Юрьевна Кириленко) е професионална тенисистка от Русия.

## Кариера
Рускинята прави първите си стъпки в тениса, когато е на пет години. По-късно усилените тренировки на Кириленко правят впечатление на известната руска специалистка по тенис Елена Брюховец. В треньорския процес на работа участват също и известните имена в мъжкия тенис — Евгени Кафелников и Макс Мирни. В резултат на отличната треньорска работа, през 2002 г. Мария Кириленко печели юношеските формати на турнирите „Канейдиън Оупън“ и „Откритото първенство на САЩ“. Отново в края на 2002 г., Кириленко започва активно да се състезава с по-възрастните тенисисти. Тя бързо прогресира в Световната ранглиста, но през 2004 г. физическа травма я оставя задълго извън международните състезания.
През 2005 г. тя печели първия си турнир под егидата на WTA. Кирилено побеждава с резултат 6:3, 6:4 Ана-Лена Грьонефелд във финалния сблъсък на „Чайна Оупън“. През 2007 г. руската тенисистка печели втората си титла на турнира в индийския град Калкута, където побеждава украинката Мария Коритцева. През 2008 г. на силния турнир „Ещорил Оупън“, Кирилено печели третата си титла след оспорван мач с чехкинята Ивета Бенешова. Календарната 2008 г. се оказва много успешна за руската тенисистка, която успява да спечели още две титли — срещу Мария-Хосе Мартинес Санчес в Барселона и срещу австралийката Саманта Стосър в Сеул.
Мария Кирилено дебютира през 2006 г. с националния отбор по тенис на Русия в мачовете за „Фед Къп“. Рускинята побеждава световната лидерка в женския тенис Жустин Енен-Арден и губи от Ким Клайстерс.
В мачовете за „Откритото първенство на Австралия“ в първия кръг Мария Кириленко побеждава своята приятелка от детските си години Мария Шарапова с оспорван мач, продължил 3 ч. и 22 мин. Това е вторият по продължителност мач в историята на турнира. Отстранява последователно Ивон Мойсбургер и Роберта Винчи, но в четвърти кръг губи от сънародничката си Динара Сафина.
Руската тенисистка има в актива си и девет спечелени титли на двойки в турнирите по тенис.
На 8 август 2010 г. Мария Кириленко печели шампионската титла на двойки от турнира в американския град Сан Диего. Във финалната среща, руската тенисистка заедно с китайската си партньорка Дзие Джън побеждава американката Лиза Реймънд и Рене Стъбс от Австралия с резултат 6:4, 6:4. На 15 август 2010 г. печели на двойки силния турнир „Синсинати Мастърс“, като заедно с партньорката си Виктория Азаренка, надиграват Лиза Реймънд и Рене Стъбс с резултат 7:6, 7:6.
На 30 април 2011 г. Кириленко печели шампионската титла на двойки от турнира в Мадрид. Във финалната среща, партнирайки си с представителката на Беларус Виктория Азаренка, надделяват над Квета Пешке и Катарина Среботник с резултат 6:4, 6:3.
На 25 юли 2011 г., Мария Кириленко печели своята десета шампионска титла на двойки от турнира „Банк ъф уест класик“, провел се в американския град Станфорд. Във финалната среща, тя си партнира със своята беларуска колежка Виктория Азаренка, заедно с която надделяват над представителките на домакините — Лизел Хубер и Лиза Реймънд с резултат 6:1 и 6:3.
На женския индивидуален турнир на летните олимпийски игри през 2012 г. в Лондон завършва на четвърто място.